# Synagoge (Dordrecht)
De synagoge aan de Varkenmarkt was een synagoge van de Nederlands Israëlitische Gemeente in Dordrecht.

## Geschiedenis
De eerste synagoge van Dordrecht was van 1739 tot 1856 gevestigd in de kerk van het vroegere klooster Mariënborn, dat zich bevond tussen de Mariënbornstraat en de Weeshuisstraat. Doordat de economische toestand enigszins verbeterde, verhuisde de synagoge in 1856 naar de Varkenmarkt. Twee jaar eerder werd daar een afgedankte vleeshal aangekocht en verbouwd om als synagoge te kunnen fungeren. In het gebouw was tevens een school gevestigd en een ruimte voor andere activiteiten.
Ondanks het feit dat het interieur door de Duitse bezetter werd geplunderd en het meubilair tijdens de hongerwinter als brandstof werd gebruikt, werd de synagoge na de oorlog weer in gebruik genomen. In 1947 voelde de Nederlands Israëlitische Kerk zich echter genoodzaakt het gebouw te verkopen. De firma Van Twist kocht het en maakte er een autogarage van.

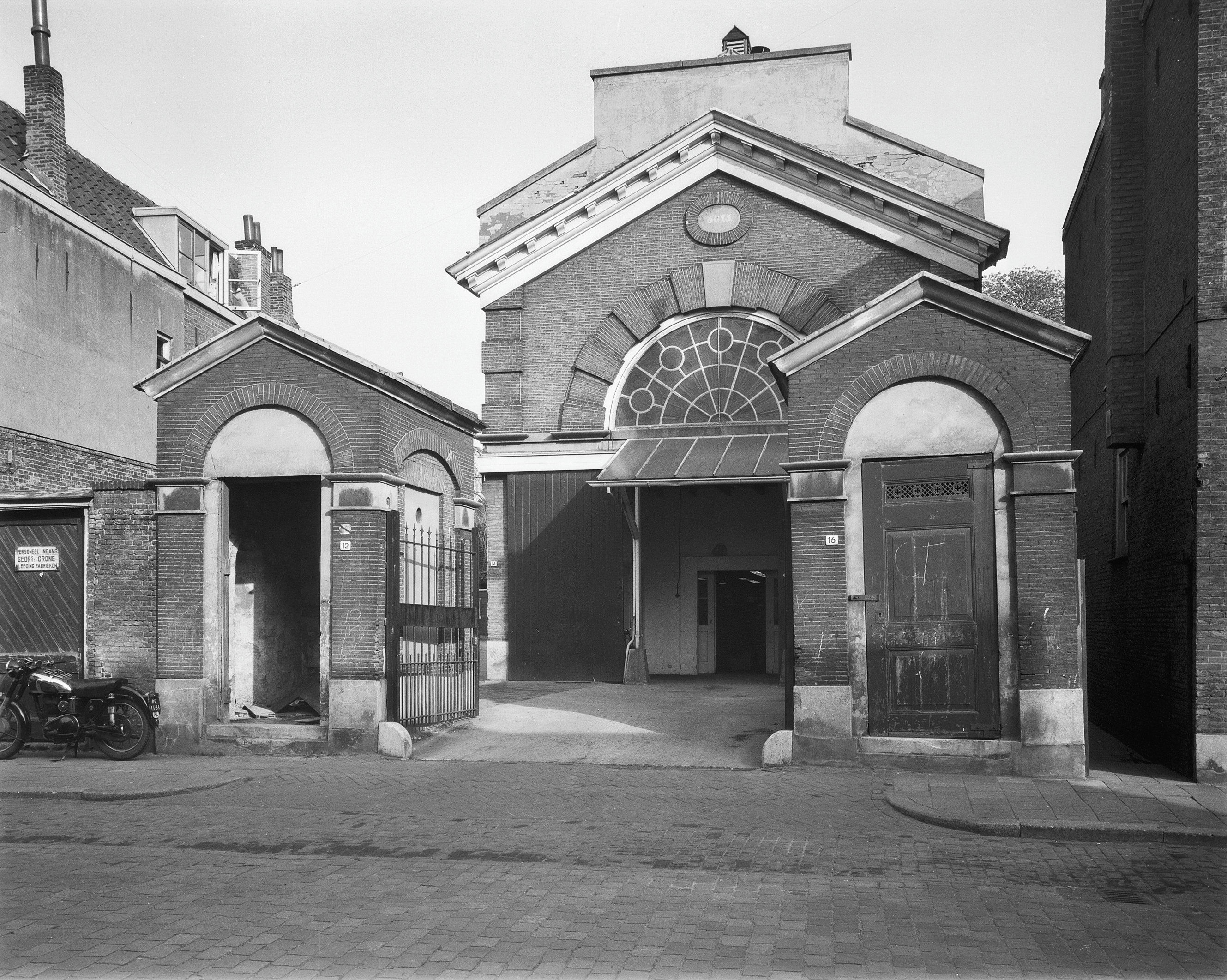
Voorzijde van de voormalige synagoge, circa 1960.

Op 8 februari 1965 werd de synagoge afgebroken om plaats te maken voor een parkeerterrein en marktplaats. Met het afbreken van de synagoge verdween tevens het ernaast gelegen steegje, de Ciboriestraat. In hetzelfde jaar verhuisde de synagoge naar een hoekpand op het Vrieseplein. Aan het pand werd een gedenkplaats gehangen waar men kan lezen dat de Nederlands Israëlitische Gemeente hier van 1965 tot 1987 gevestigd was. Nadat de gemeente ophield te bestaan ging het op in de liberaal joodse gemeente in Rotterdam.
Aan de Grote Markt, dat grenst aan de Varkenmarkt, herinnert een plaquette aan hoe de joodse buurt eruitzag en waar de synagoge heeft gestaan. In de directe omgeving was ook het mikwe, het joodse badhuis, gevestigd. Het plaquette herdenkt de vrijwel verdwenen joodse gemeenschap van Dordrecht.

## Kenmerken
Het gebouw aan de Varkenmarkt was voorzien van twee wachthuisjes aan de straatzijde. Deze hoorden echter niet bij de synagoge, maar waren van de gemeente. Tussen de huisjes bevond zich wel het toegangshek tot de synagoge.

## Rabbijnen
In totaal werden er drie verschillende rabbijnen aan de Varkenmarkt geïnstalleerd.
- Tot 1894: Aäron Salomon Norden. Op 15 februari 1894 overleed hij op 64-jarige leeftijd, waarna een vacature ontstond.[13]
- Van 1894 tot 1932: Samuel Dasberg. Op 31 augustus 1894 werd hij benoemd. Dasberg betrok met zijn vrouw de ambtswoning aan de Varkenmarkt 7 (thans nummer 9-11), schuin tegenover de synagoge.[1][13][14]
- Van 1932 tot 1940: Barend Katan. Op 1 mei 1932 nam Katan de functie van Dasberg officieel over. Hij bleef de rabbijn van Dordrecht tot het moment waarop het merendeel van de Dordtse Joden op transport was gesteld.[15] Tijdens de oorlog probeerde Katan spullen te redden uit de synagoge, waar vernielingen al gaande waren. Toen de bezetter dit ontdekte, moest Katan als represaille mee op het eerste transport naar Kamp Westerbork. Op 30 april 1943 werd hij vergast in Auschwitz.[16][17]

## Aantal Joden in Dordrecht
De joodse gemeente in Dordrecht was klein en het inkomen van de rabbijn was navenant.
| Jaartal | Aantal    |
| ------- | --------- |
| 1812:   | 120 leden |
| 1826:   | 239 leden |
| 1899:   | 397 leden |
| 1930:   | 296 leden |
| 1940:   | 300 leden |

Het aantal leden liep tussen 1899 en 1930 terug door een toenemende trek naar Rotterdam.
285 van de in 1940 in Dordrecht wonende Joden overleefden de oorlog niet.